# Französischer Fußballpokal
Der französische Fußballpokal (französisch Coupe de France de football) ist neben der französischen Meisterschaft der wichtigste nationale Männerfußballwettbewerb für Vereinsmannschaften in Frankreich. Er wird vom Landesverband FFF ausgerichtet. Heutzutage, da es einen Europapokal der Pokalsieger nicht mehr gibt, berechtigt der Gewinn der Coupe de France zur Teilnahme an der UEFA Europa League der folgenden Saison, außerdem für das Spiel um den französischen Supercup, die Trophée des Champions.
Der französische Pokalwettbewerb wurde 1917 auf Initiative von Henri Delaunay ins Leben gerufen, dem für Frankreich eine ähnliche Sportveranstaltung vorschwebte, wie er sie beim englischen FA Cup schätzen gelernt hatte. Die ersten Partien wurden am 7. Oktober 1917 ausgetragen; sieben Monate später stand Olympique de Pantin als erster Pokalsieger fest. Der Wettbewerb hieß anfangs (sowie nochmals von 1940 bis 1945) Coupe Charles Simon nach einem im Krieg gefallenen Spieler und Verbandsfunktionär und nahm 1919/20 seinen heutigen Namen an. Die Coupe de France war der erste landesweite, verbandsübergreifende Wettbewerb in Frankreich (Genaueres siehe hier). Insofern entsprach diese Gemeinsamkeit dem während des Krieges vorherrschenden gesellschaftlichen und politischen Leitmotiv der Union sacrée, also der Aussetzung innenpolitischer Streitigkeiten angesichts der Verteidigung der Nation. Die frühen Sieger des Pokalwettbewerbs wurden deshalb auch meist als französischer Meister (champion de France) bezeichnet. Bei seiner ersten Austragung nahmen 48 Vereine teil, in der Spielzeit 2012/13 die bisherige Höchstzahl von 7.656, die auch 2020/21 noch Gültigkeit hat.
Bisher haben sich 32 Vereine sowie eine Regionalauswahl in die Siegerliste eintragen können. Rekordgewinner ist der Paris Saint-Germain FC mit 16 vor Olympique Marseille mit zehn Erfolgen.

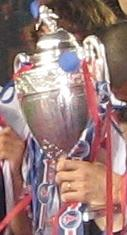
Der „Pott“

## Geschichte des Wettbewerbs
Zu jeder einzelnen Pokalsaison existiert ein eigener Artikel, beginnend mit Coupe de France 1917/18.

### Die Schaffung der Coupe
Am 15. Januar 1917 beschloss der damalige Fußball-Dachverband Comité Français Interfédéral, die Idee seines Generalsekretärs Henri Delaunay in die Tat umzusetzen und einen Pokalwettbewerb auszuschreiben, an dem alle französischen Mannschaften – ungeachtet ihrer Verbandszugehörigkeit – teilnehmen durften. Als Sponsor gewann das CFI den Verlag Hachette und dessen Lectures pour Tous, der sich im Gegenzug für seine Zahlung von 5.000 Francs pro Saison auf zunächst fünf Jahre das Recht zusichern ließ, dass es in Frankreich keinen anderen landesweiten Fußballwettbewerb geben werde. Außerdem kam der Sponsor für die Replikate der Pokaltrophäe und die Erinnerungsmedaillen der Endspielteilnehmer auf. Diese vertragliche Vereinbarung musste die Anfang 1919 gegründete und dann an die Stelle des CFI tretende FFF übernehmen, und sie verlängerte die Vereinbarung mit Hachette 1922 um weitere fünf Jahre.
Die ersten beiden Ausspielungen fanden noch mitten im Weltkrieg statt, so dass Mannschaften aus dem zu Deutschland gehörenden Elsass und Teilen Lothringens daran ebenso wenig teilnahmen wie solche aus den vom Krieg besonders betroffenen nördlichen und östlichen Regionen Frankreichs. Zudem waren auch anderenorts die Transportmöglichkeiten durch diese Umstände stark beeinträchtigt. Zahlreiche Fußballspieler standen ihren Klubs als Soldaten nicht oder nur eingeschränkt zur Verfügung. Schließlich war vor allem in den ländlichen Gebieten die Sportstätten-Infrastruktur in dieser Zeit erst schwach entwickelt. Für den am 7. Oktober 1917 beginnenden Spielbetrieb meldeten deshalb lediglich 48 Vereine, ein Jahr später waren es 59, in der ersten Nachkriegssaison 114 und 1920/21 bereits 202. Eine vierstellige Teilnehmerzahl wurde erstmals 1950/51 erreicht.

### Kräftemessen der Region um Paris mit dem Mittelmeerraum (1917–1932)

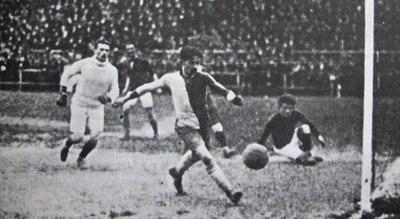
Spielszene aus dem 1920er Finale zwischen Le Havre AC und CA Paris

In den Anfangsjahren wurde der Wettbewerb von Klubs aus Paris bzw. seinem unmittelbaren Umland dominiert: Die ersten sechs Pokalsieger stammten sämtlich aus dieser Region, ebenso wie in zwei Fällen der unterlegene Finalist. Zudem gab es mit Red Star von 1921 bis 1923 den ersten von bis heute (2020) nur drei „Seriensiegern“; zuvor hatten bereits Olympique Pantin, CASG und CAP die Coupe gewonnen. In der Auftaktsaison kam exakt die Hälfte der teilnehmenden 48 Vereine aus dem Großraum Paris, wo auch von Anfang an die Endspiele ausgetragen wurden. Selbst die Schiedsrichter der Finals stammten bis einschließlich 1929 ohne Ausnahme von dort.
Daraus entwickelte sich bis 1932 ein Zweikampf zwischen Mannschaften aus der Hauptstadt und solchen aus dem Mittelmeerraum, insbesondere Olympique Marseille (drei Titel zwischen 1924 und 1927), dem FC Sète (vier Finalteilnahmen von 1923 bis 1930) und SO Montpellier (zwei Endspiele 1929 und 1931). Vor allem Sète kollidierte allerdings auch immer wieder mit den Amateurbestimmungen und war deswegen mehrfach Objekt von Strafmaßnahmen des Verbands, was in der Saison 1922/23 sogar zu seinem zeitweiligen Ausschluss aus dem laufenden Wettbewerb führte, der allerdings später auf dem Gnadenweg wieder annulliert wurde. Mit der AS Valentigney (1926) und der US Quevilly (1927) erreichten in dieser Epoche auch zwei Kleinstadtklubs, die sich jeweils auf die finanzielle Unterstützung eines örtlichen Großbetriebes stützen konnten, ein Endspiel.

### Die ersten Jahre im Zeichen des Professionalismus (1932–1945)
Bis zum Ausbruch des Zweiten Weltkriegs (1939) und der Besetzung des Landes durch deutsche Truppen (1940) gewannen die Vereine, die sich für den 1932 eingeführten Berufsfußball entschieden hatten – und unter diesen vorrangig die Erstdivisionäre –, schnell die Oberhand. Lediglich zwei unterklassigen Teams (Racing Roubaix 1933 und OFC Charleville 1936) gelang noch der Einzug in ein Pokalendspiel, und 1944 standen sich zwei aus „bezahlten Staatsamateuren“ gebildete Regionalauswahlen (Équipes Fédérales) im Finale gegenüber (Details siehe hier). Ansonsten dominierten in diesem Zeitabschnitt Olympique Marseille (drei Titel bei fünf Endspielteilnahmen) und Racing Paris (vierfacher Sieger) den Wettbewerb; außerdem erreichten der FC Sète und Girondins Bordeaux jeweils zwei Endspiele und konnten eines davon für sich entscheiden. Von 1940 bis 1945 musste die Coupe de France auf Anweisung der Regierung des „freien“ Landesteils aus Rücksicht auf die deutsche Besatzungsmacht offiziell erneut als Coupe Charles Simon bezeichnet werden. Die Saison 1944/45 – das Jahr der Befreiung Frankreichs und des Kriegsendes – markierte mit der ersten Endspielteilnahme des aus der Fusion von Olympique Lille, Iris Club Lille und SC Fives hervorgegangenen Lille OSC den Übergang zu einer neuen Ära in der Pokalhistorie.

### Das Jahrzehnt des Lille OSC (1945–1955)
Bis 1949 standen die Nordfranzosen aus Lille fünfmal nacheinander in einem Finale um die Coupe de France, die sie dabei dreimal in Folge zu gewinnen vermochten (1946 bis 1948). Bis heute (2016) stellt Ersteres einen nicht mehr erreichten Rekord dar, Letzteres ist in der über 90-jährigen Wettbewerbsgeschichte lediglich einem weiteren Verein gelungen. Auch bei zwei weiteren Endspielen (1953 und 1955) verließ Lille OSC den Rasen des Olympiastadions in Colombes als Sieger. Mit Stade Reims und Racing Strasbourg gewannen zwei weitere Mannschaften aus der nördlichen bzw. östlichen „Provinz“ den Pokal; außerdem erreichten die ebenfalls dort beheimateten Racing Lens, US Valenciennes und FC Nancy immerhin das Finale. Dies gelang auch Red Star und Racing Paris, während der Süden des Landes lediglich einen Pokalgewinner (zwei Erfolge Anfang der 1950er Jahre für OGC Nizza) und dreimal den unterlegenen Finalisten (zweimal Bordeaux, einmal Marseille) stellte.

### Eine Zeit ständigen Wechsels (1955–1965)
Die Division 1 dominierte während dieser Zeit Stade Reims; im Pokal hingegen gab es in zehn Jahren acht unterschiedliche Gewinner. Lediglich die „Arbeiterfußballer“ der UA Sedan-Torcy (bei drei Finalteilnahmen) und die AS Monaco konnten sich zweifach in die Siegerliste eintragen. Nur zwei weitere Vereine, Olympique Nîmes und AS Saint-Étienne, nahmen an jeweils zwei Endspielen teil, wovon nur Saint-Étienne eines gewinnen konnte. Mit dem Le Havre AC vermochte sich 1959 erstmals ein Zweitdivisionär durchzusetzen; bis 2009 (siehe unten) blieb dies der einzige Sieg eines unterklassigen Klubs im französischen Pokal.

### Saint-Étienne – und Nantes, Marseille, Lyon (1965–1982)
Parallel zur Dominanz von AS Saint-Étienne und FC Nantes in der Meisterschaft der Division 1 beherrschten die zwei Klubs – wenngleich in deutlich unterschiedlichem Ausmaß – auch den Pokalwettbewerb während dieser rund anderthalb Jahrzehnte. Saint-Étienne gewann bis 1977 sämtliche fünf Finals, die es erreicht hatte, stand zudem 1981 und 1982 noch zwei weitere Male im Endspiel; Nantes hingegen konnte von vier Endspielen lediglich das letzte (1979) zu seinen Gunsten entscheiden. Neben diesen beiden reüssierten insbesondere Olympique Marseille (drei Finals, allesamt siegreich beendet) und Olympique Lyon (zwei Siege in vier Endspielen); ansonsten machten vor allem noch die AS Monaco und der SEC Bastia (jeweils ein Pokalerfolg bei zwei Finalteilnahmen) von sich reden, und mit der US Orléans erreichte 1980 wieder einmal eine unterklassige Elf ein Endspiel.

### Paris wird wieder „Pokalhauptstadt“ (1982–2000)
1982 und 1983 gelang es dem erst gut ein Jahrzehnt zuvor gegründeten Paris Saint-Germain FC, die Coupe nach mehr als 30 Jahren wieder in die Landeshauptstadt zu holen; bis 1998 sollten drei weitere Erfolge hinzu kommen. Außerdem stand PSG 1985 ein weiteres Mal in einem Endspiel, was 1990 auch der nach einer wechselvollen Geschichte zwischenzeitlich in Matra Racing 1 umbenannte Pariser Traditionsverein der 1930er bis 1950er Jahre schaffte. Fünf weitere Klubs aus dem Rest des Landes holten sich die Trophäe bis 2000 jeweils zweimal: FC Nantes, AS Monaco (beide bei vier Finalteilnahmen), FC Metz, Girondins Bordeaux und AJ Auxerre (sämtlich bei ihren einzigen beiden Endspielen in diesem Zeitraum). Auf vier Finals hatte es auch Olympique Marseille gebracht, von denen die Elf aber nur dasjenige von 1989 gewinnen konnte. Eine Premiere in der Pokalgeschichte stellte das Erreichen des Endspiels im Jahr 2000 durch den viertklassigen Calais RUFC dar, nachdem mit Olympique Nîmes 1996 – ebenfalls erstmals – schon ein Drittligist so weit vorgestoßen war; der ganz große Erfolg blieb beiden allerdings verwehrt.
In diesen Abschnitt der Pokalgeschichte fällt auch das einzige Jahr, in dem kein Finale ausgetragen wurde und es keinen Wettbewerbssieger gab: Im Mai 1992 ereignete sich wenige Minuten vor Anpfiff der Vorschlussrundenpartie zwischen SC Bastia und Olympique Marseille das „Drama von Furiani“; der Einsturz einer Zusatztribüne im Stade Armand-Cesari von Bastia forderte 18 Menschenleben und mehr als 2.350 Verletzte. Die FFF brach daraufhin den Wettbewerb ab.

### Zu Beginn des 21. Jahrhunderts

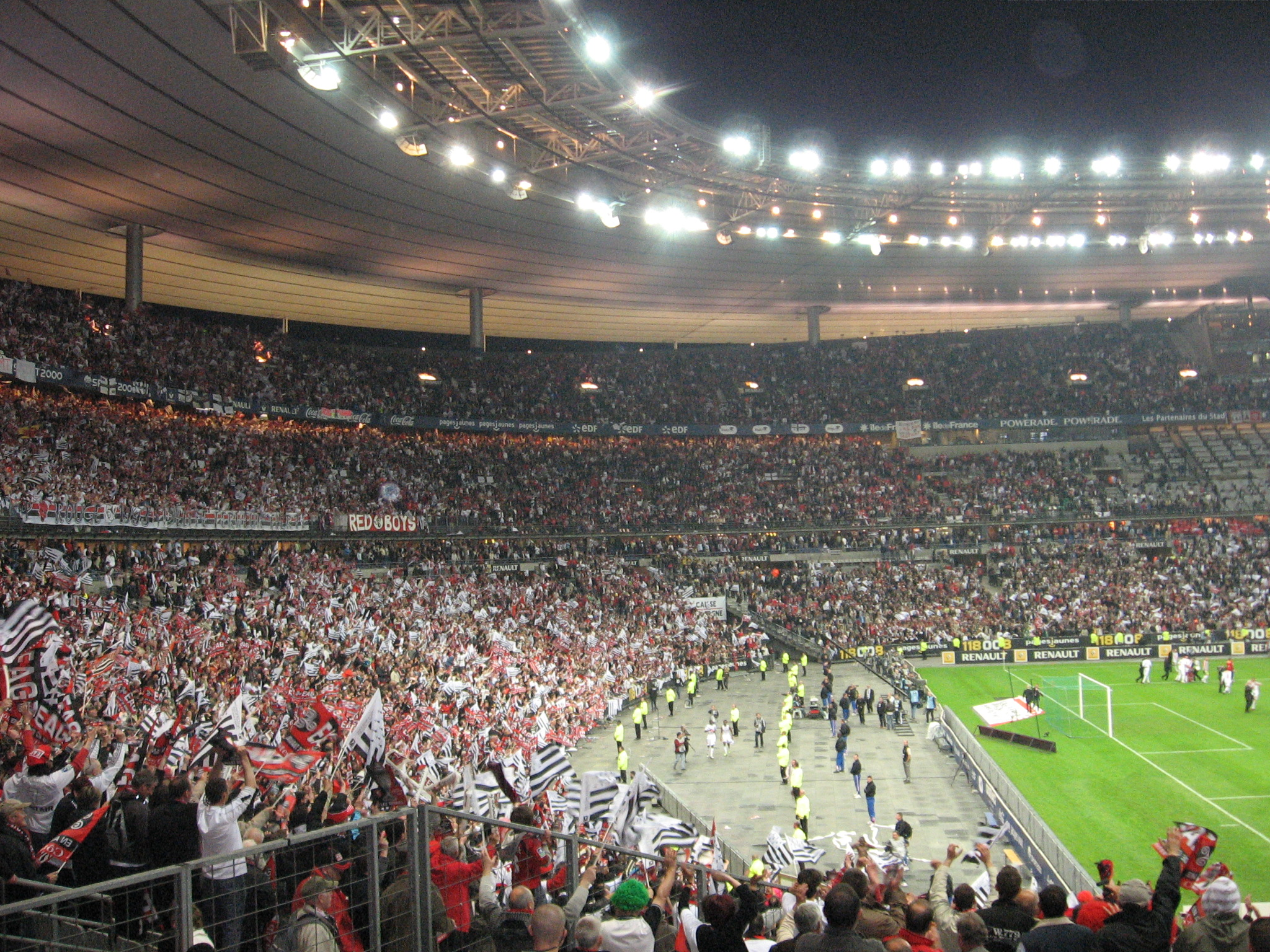
Zuschauerränge beim 2009er Endspiel

So sehr im ersten Jahrzehnt des 21. Jahrhunderts die französische Meisterschaft auch durch einen einzigen Verein, Olympique Lyon, dominiert wurde – in der Coupe de France gelangen Lyon lediglich zwei Endspielteilnahmen, die er 2008 und 2012 immerhin mit dem Pokalgewinn abschließen konnte. Dafür wechselten sich zwischen 2003 und 2006 Paris Saint-Germain und AJ Auxerre auf der Siegerliste ab. Besonders erwähnenswert waren auch die Erfolge des FC Sochaux, der genau 70 Jahre auf seinen zweiten Pokalgewinn (2007) hatte warten müssen, und von En Avant Guingamp, dessen Name nach einem rein bretonischen Finale (gegen Stade Rennes) 2009 als erst zweiter Zweitligist – exakt 50 Jahre, nachdem dies Le Havre AC als erstem gelungen war – in die Wettbewerbstrophäe eingraviert wurde. 2014 kam es erneut zum Aufeinandertreffen von Guingamp und Rennes, und erneut hatte En Avant – inzwischen wieder der höchsten Spielklasse angehörend – das bessere Ende für sich. Vor Guingamp hatte mit dem FC Lorient im Jahr 2002 bereits ein anderer Klub aus der Bretagne die Coupe erstmals gewonnen.
Im Wettbewerb 2009/10 gewann der Hauptstadtklub PSG erneut ein Endspiel und stand auch im Jahr darauf im Finale, verlor dieses aber gegen den OSC Lille. 2015 sicherte PSG sich den Titel wiederum, als Teil des ersten nationalen Quadruplés im französischen Fußball, gegen die inzwischen nur noch zweitklassige AJ Auxerre. Im darauffolgenden Jahr gelang es Paris, den Gewinn zu wiederholen, ebenso wie 2017 und 2018, ehe Stade Rennes die Pariser 2019 im Finale bezwang und nach 48 Jahren wieder einen Pokalsieg feiern konnte. Danach war es aber erneut der Hauptstadtklub, der die Trophäe gewann (2020 und 2021), bevor sich 2022 der FC Nantes den Titel sicherte. Mit der US Quevilly erreichte 2012 ein Drittligist zum zweiten Mal nach 85 Jahren das Endspiel.
Anlässlich des Endspiels der hundertsten Wettbewerbsaustragung im Mai 2017 hatte die französische Post eine Sondermarke herausgegeben.

## Pokalüberraschungen

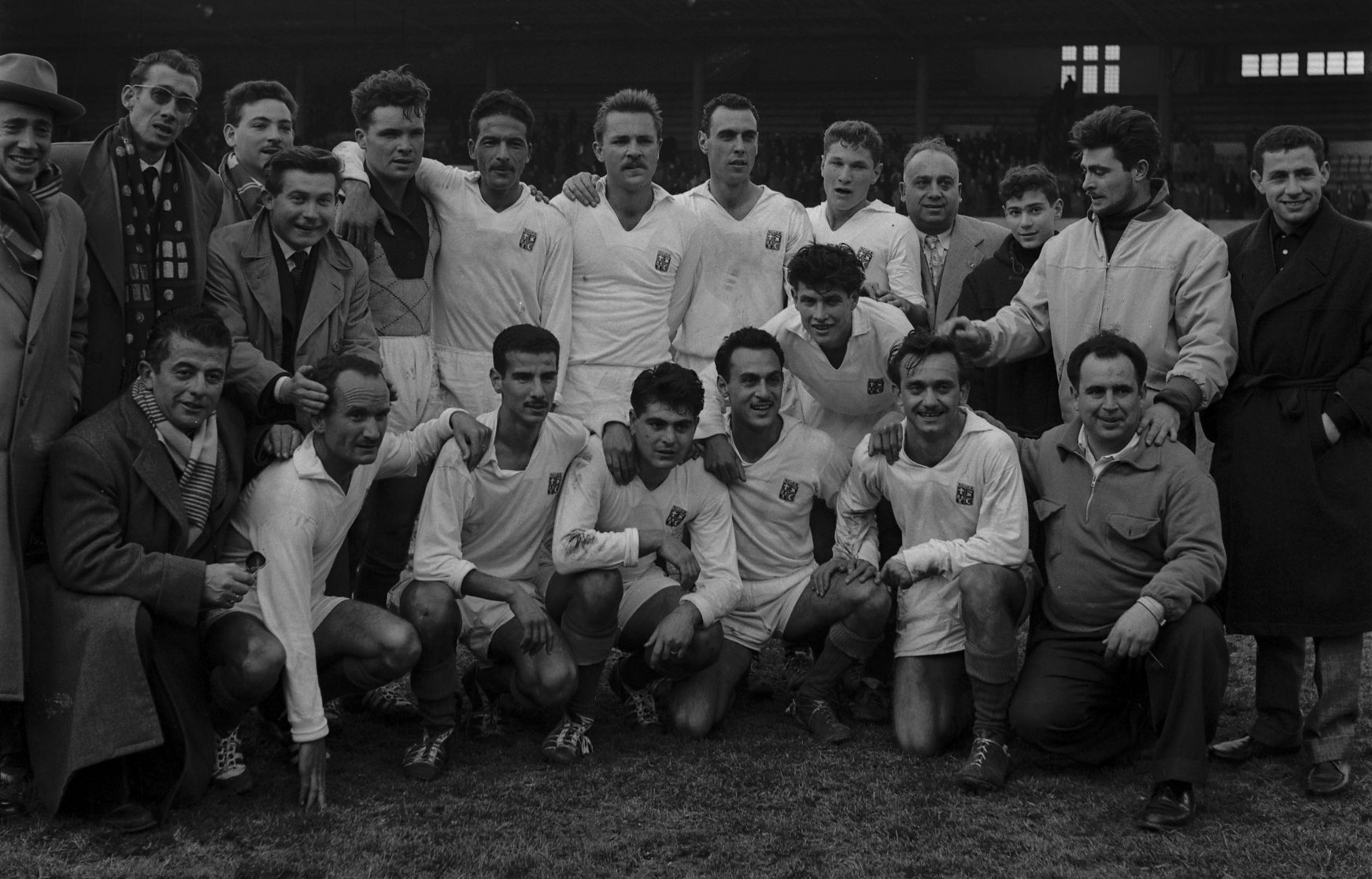
Die Spieler aus El Biar vor ihrem sensationellen Erfolg.

Die bis heute meistzitierte Überraschung in der langen Pokalgeschichte trug sich am 4. Februar 1957 in Toulouse zu; in der Runde der letzten 32 Mannschaften traf dort der SCU El Biar, ein bescheidener Amateurverein aus der algerischen Division d’Honneur, auf das seinerzeitige Spitzenteam von Stade de Reims. Zwar hatte El Biar in der vorangehenden Runde mit AS Aix bereits einen Zweitligisten aus dem Weg geräumt, aber Reims war denn doch ein völlig anderes Kaliber. Ein halbes Jahr zuvor hatte es sich im allerersten Finale des Europapokals der Landesmeister nur knapp den „Königlichen Madrilenen“ geschlagen geben müssen und trat auch gegen den absoluten Außenseiter mit Ausnahme des beim Wehrdienst unabkömmlichen Just Fontaine in Bestbesetzung an. Nach vier Minuten führte El Biar durch einen Freistoß seines Spielertrainers Guy Buffard (der selbst Mitglied des Stade-Fanclubs „Allez Reims“ war) 1:0, erhöhte noch in der ersten Halbzeit durch Roland Almodovar auf 2:0 und überstand den anschließenden 50-minütigen Sturmlauf des Favoriten mit Einsatz, Glück und einem an diesem Tag über sich hinauswachsenden Torhüter namens Paul Benoît ohne Gegentreffer. Im folgenden Achtelfinale schied El Biar sang- und klanglos aus, aber dieses eine Pokalspiel und seine wackeren Protagonisten sind noch Jahrzehnte später in Frankreich ein Begriff wie in Deutschland der TSV Vestenbergsgreuth.
Seit 1980 stand mit der US Montagnarde ein Verein bereits zehn Mal in der Hauptrunde, der es 2002 sogar als erster Sechstligist schaffte, bis ins Achtelfinale vorzudringen. Als erster Fünftligist schaffte es der CS Blénod 1996, zwei Erstdivisionäre aus dem Wettbewerb zu werfen. Zwei weitere Amateurvereine, die den „Großen“ besonders erfolgreich die Stirn zu bieten vermochten – oft als petits poucets („Däumlinge“) bezeichnet –, haben ebenfalls nachhaltig Pokalgeschichte geschrieben:
Die US Quevilly, aus der unmittelbaren Nachbarschaft von Rouen, hatte 1927 gegen Olympique Marseille sogar schon einmal im Finale gestanden – aber da gab es offiziell noch keine bezahlten Fußballer, und somit fehlte das ewige Motiv des Pokaldramas („David gegen Goliath“); 1968 hingegen warf Quevilly zunächst Olympique Lyon aus dem Rennen und musste sich schließlich erst im Halbfinale, dazu auch erst nach Verlängerung, den Girondins de Bordeaux beugen. Ähnliches gelang dem Viertligisten 2010, als er nach Siegen über die Ligue-1-Mannschaften Stade Rennes und US Boulogne erneut erst im Halbfinale ausschied. 2012 führte Quevillys Pokalparcours zum zweiten Mal sogar bis ins Endspiel; die inzwischen in der dritten Liga antretenden Normannen unterlagen nach vorangehenden Siegen gegen Marseille und Rennes darin Olympique Lyon.
Und der viertklassige Calais RUFC marschierte im Jahr 2000 nach Siegen über AS Cannes, Racing Straßburg und Girondins Bordeaux sogar bis ins Finale durch und unterlag dort nur durch ein Elfmetertor in letzter Sekunde 1:2 gegen den FC Nantes. Auch 2006 und 2007 erreichte der CRUFC – immer noch als Viertligist – das Viertel- bzw. das Sechzehntelfinale.
Die jüngsten großen Überraschungen gelangen zwei Fünftligisten (CFA2), die beide das Viertelfinale erreichten: 2007/08 der US Jeanne d’Arc Carquefou, die zunächst die Erstligisten AS Nancy und Olympique Marseille ausschaltete, ehe sie mit 0:1 an Paris Saint-Germain scheiterte, und 2010/11 SO Chambéry, der mit AS Monaco, Stade Brest sowie dem FC Sochaux sogar drei Ligue-1-Klubs in Serie bezwang.
Die Fachzeitschrift France Football hat im einhundertsten Jahr des Bestehens der „Vieille Dame“ („Alte Dame“) den Pokalparcours von zwanzig Vereinen ausführlich gewürdigt, die sie für die herausragendsten Überraschungen hält. Dies sind in chronologischer Reihenfolge Racing Roubaix 1933, US Vésinet 1946 – dieser Klub aus der westlichen Pariser Peripherie war als Margarita Club Vésinet bereits in der ersten Pokalsaison 1917/18 dabei –, UA Sedan-Torcy 1950, SCU El Biar 1957, AS Gardanne 1960, CS Blénod und Olympique Nîmes 1996, Clermont Foot 1997, FC Bourg-Péronnas 1998, Calais RUFC 2000, Amiens SC 2001, FC Libourne-Saint-Seurin 2002, SC Schiltigheim 2003, Aviron Bayonne und ESA Brive 2004, FC Montceau 2007, USJA Carquefou 2008, SO Chambéry 2011, US Quevilly 2012 und AS Cannes 2014. Dass dabei ab 1960 über dreieinhalb Jahrzehnte kein Amateurverein Aufnahme in diese Liste gefunden hat, erklärt die FF-Redaktion damit, dass es bis 1988 Hin- und Rückspiele gegeben hat, was die klassenhöheren Klubs ebenso begünstigt habe wie die Tatsache, dass das Heimrecht für Unterklassige erst 1989 eingeführt wurde.
Insgesamt sind in der jüngeren Vergangenheit die Amateurmannschaften – also heutzutage die viertklassig oder darunter antretenden Vereine – unter den letzten 32 Teams relativ gut vertreten, wie die folgende Aufstellung zeigt.
| Liga- stufe | Sechzehntel- finalisten aus Liga (a) | Mittelwert 1998/99 bis 2007/08 | Mittelwert 2008/09 bis 2019/20 | Saison 2020/21 | Saison 2021/22 | Saison 2022/23 | Saison 2023/24 | Saison 2024/25 |
| 1           | Ligue 1                              | 13                             | < 14                           | 12 (b)         | 15 (c)         | 14             | 15             | 13             |
| 2           | Ligue 2                              | < 08                           | > 06                           | 03 (b)         | 5 (c)          | 07             | 06             | 07             |
| 3           | National                             | < 04                           | > 03                           | 03             | 01             | 01             | 04             | 04             |
| 4           | CFA                                  | > 04                           | < 06                           | 09             | 05             | 05             | 06             | 04             |
| 5           | CFA 2                                | > 02                           | > 02                           | 03             | 05             | 03             | 01             | 04             |
| 6+          | DH und tiefer                        | < 01                           | < 01                           | 02             | 0              | 02             | 0              | 0              |

Der Französische Fußballverband führt für die erfolgreichen Amateurvereine sogar eine eigene im Reglement verankerte, mit Geldpreisen verbundene Wertung, die „Ehrentafel der Sparkasse“ (Tableau d’honneur – Caisse d’Épargne) – ab 2021 mit der Handelskette Intermarché als namengebendem Hauptsponsor – oder „Däumlingswertung“ (Classement des Petits Poucets).
Für die Erstligisten bedeutete die Austragung 2010/11 einen Tiefpunkt, als zehn von ihnen bereits im Zweiunddreißigstelfinale ausschieden. Das hatte es seit Einführung des Profifußballs (1932) noch nie gegeben; der bisherige Negativrekord stand bei neun Division-1-Teams (Saison 1998/99).

## Austragungsmodus

### Regularien
Eine Pflicht zur Teilnahme an der Coupe de France besteht in den 2020er Jahren nur für die Vereine der fünf höchsten Ligen. 
Der Wettbewerb wird im K.-o.-System ausgetragen. Pro Runde wird ein Spiel durchgeführt, an dessen Ende heutzutage ein Sieger feststehen muss, der sich dann für die nächste Runde qualifiziert, während der Verlierer ausscheidet. Steht eine Begegnung nach Ende der regulären Spielzeit unentschieden, gibt es seit der Saison 2020/21 keine Verlängerung mehr, sondern es kommt sofort zum Elfmeterschießen zur Ermittlung des Gewinners; von dieser Neuregelung ausgenommen ist lediglich das Endspiel.
Teilnahmeberechtigt ist nur eine Mannschaft je Verein; somit sind die zweiten Teams der Profiklubs ausgeschlossen. Der Wettbewerb teilt sich in eine Vorausscheidungsphase („Épreuve éliminatoire“) und den Hauptwettbewerb („Compétition propre“). Die Vorausscheidungsphase besteht aus maximal acht Runden, die von eins bis acht durchnummeriert sind. Der Hauptwettbewerb hat sechs Runden vom Zweiunddreißigstelfinale bis zum Endspiel.
Die ersten sechs Runden der Vorausscheidungsphase werden von den Regionalverbänden ausgerichtet, denen jeweils eine bestimmte Anzahl an Qualifikanten zugeteilt wird; diese richtet sich insbesondere nach dem jeweiligen Mitgliederanteil. Auf regionaler Ebene besteht in den ersten beiden Runden die Freiheit, die Paarungen zu losen oder zu setzen. In den Runden drei bis fünf der Vorausscheidungsphase werden die teilnehmenden Vereine innerhalb einer Region nochmals nach geographischen Gesichtspunkten zu Gruppen zusammengefasst, innerhalb derer die Paarungen gelost werden. In der siebten und achten Runde sowie im Zweiunddreißigstelfinale werden die Vereine landesweit in Gruppen annähernd gleicher Spielstärke aufgeteilt, innerhalb derer wiederum gelost wird. Ab dem Sechzehntelfinale wird nicht mehr gesetzt.
Die Vereine der höheren Ligen und die Teilnehmer aus den Übersee-Départements und -Territorien greifen erst im späteren Verlauf des Wettbewerbs ein. Die Vereine der Ligue 2 steigen beispielsweise in der siebten Runde, die der Ligue 1 sowie ein unterklassiger Titelverteidiger – was seit 1917/18 jedoch nur zweimal vorgekommen ist – im Zweiunddreißigstelfinale ein.
Dies stellte sich in der Pokalsaison 2014/15 beispielsweise wie folgt dar:
| Runde    | Teilnehmer                                                                   | Runde       | Teilnehmer                                        |
| -------- | ---------------------------------------------------------------------------- | ----------- | ------------------------------------------------- |
| 5. Runde | 544 Sieger der 4. Runde a                                                    | 8. Runde    | 88 Sieger der 7. Runde                            |
| 6. Runde | 272 Sieger der 5. Runde 18 Vereine der dritten Liga                          | 1/32-Finale | 44 Sieger der 8. Runde 20 Vereine der ersten Liga |
| 7. Runde | 145 Sieger der 6. Runde 11 Vereine aus Übersee b 20 Vereine der zweiten Liga | 1/16-Finale | 32 Sieger des 1/32-Finales                        |

Das Heimrecht wird für jede Begegnung durch das Los ermittelt, von 2003/04 bis einschließlich 2010/11 jedoch mit der Einschränkung, dass Klubs, die gegen eine mindestens zwei „Spielniveaus“ – nicht zu verwechseln mit Ligastufen – höher spielende Elf anzutreten hatten, automatisch Heimrecht bekamen. Kritiker sahen in dieser Regelung jedoch eher einen Schutz der höherklassigen Mannschaften, weil sie dazu führen konnte, dass beispielsweise ein Zweit- gegen einen Fünftligisten vor eigenem Publikum antrat, weil die beiden Mannschaften zwar durch drei Spielklassen, aber lediglich ein einziges Niveau getrennt waren. Daraufhin hat die FFF beschlossen, dass ab der Saison 2011/12 diejenigen Teams automatisches Heimrecht besitzen, die zwei Ligen tiefer als ihr Gegner antreten.
Andererseits verkaufen Amateurvereine gelegentlich ihr Heimrecht freiwillig an einen Profiklub, teils aus finanziellen Gründen, teils, weil sie sich nicht in der Lage sehen, eine solche Aufgabe organisatorisch zu bewältigen.
Mannschaften aus den Überseegebieten sind seit unterschiedlich langer Zeit teilnahmeberechtigt. In den 1960ern waren dies zunächst Guadeloupe (seit der Austragung 1961/62), Martinique (ab 1962/63), Réunion (ab 1964/65) und Französisch-Guayana (seit 1966/67). 1974/75 kam ein Vertreter aus Französisch-Polynesien hinzu, 1986/87 erweiterte sich der Kreis um Neukaledonien und 2001/02 um Mayotte. Im 21. Jahrhundert können sich Amateurklubs aus dem französischen Mutterland darum bewerben, in der 7. Pokalrunde auf eine dieser überseeischen Mannschaften zu treffen; diese Paarungen werden dann per Los ermittelt, wobei sechs Spiele in Europa und fünf in Übersee ausgetragen werden. Der französische Verband FFF übernimmt die Reisekosten. Bis einschließlich der Saison 2018/19 war das erfolgreichste Team aus Übersee die guayanische ASC Geldar Kourou, die in der Saison 1988/89 bis ins Sechzehntelfinale vordrang. Am häufigsten hat sich der Club Franciscain aus Martinique (zwölf Mal) qualifiziert, gefolgt von AS Magenta (Neukaledonien, elf Mal) sowie Étoile Morne-à-l’Eau (Guadeloupe) und AS Pirae (Polynesien, je zehn Mal). 2020/21 erreichte der Club Franciscain, wenn auch begünstigt durch einen aufgrund der Coronavirus-Pandemie veränderten Austragungsmodus, sogar das Sechzehntelfinale. Bereits ein Jahr zuvor war die JS Saint-Pierre als erste Mannschaft von der Insel La Réunion und zweites Team aus Übersee nach einem Auswärtssieg beim Zweitligisten Chamois Niort in diese Runde der besten 32 vorgestoßen.
Dass sich bisher nie mehr als gut ein Drittel der insgesamt etwa 20.000 Vereine in Frankreich für den Wettbewerb angemeldet hat, liegt auch daran, dass zahlreiche kleine Klubs nicht über einen Sportplatz verfügen, der die Mindestanforderungen der FFF für die Austragung von Pokalspielen erfüllt. Teilweise scheuen sie auch die Kosten für das bereits ab der ersten regionalen Pokalrunde obligatorische Bedrucken von Trikots und Hosen mit den Sponsoren-Logos (siehe unten).

### Wesentliche Änderungen
In der Vergangenheit ist auch in Frankreich wiederholt mit dem Austragungsmodus experimentiert worden.
Das Reglement bezüglich der Zusammenstellung der einzelnen Spielpaarungen war nicht immer von Zufall und Losglück abhängig: 1917/18 setzte eine Pokalkommission sämtliche Begegnungen fest, wobei – unter den Kriegsbedingungen nicht unlogisch – Fragen der Reisedistanzen im großflächigen Frankreich ebenso eine Rolle spielten wie die Qualität der an den jeweiligen Orten vorhandenen Spielstätten und der Infrastruktur. Erst ab der Austragung 1921/22 wurden Achtelfinale und folgende Runden tatsächlich ausgelost, ab 1945/46 auch die Sechzehntel- und ab 1947/48 die Zweiunddreißigstelfinalpaarungen. In der letztgenannten Runde wurde das Losverfahren von 1954/55 bis 1958/59 sowie von 1976/77 bis 1979/80 auf Druck der Profivereine sogar wieder durch Setzungen abgelöst, um ein zu frühes Aufeinandertreffen und Ausscheiden der vermeintlichen Favoriten zu verhindern. Auch hinsichtlich der Festlegung des Heimrechts war der Wettbewerb immer wieder Änderungen unterworfen.
In den ersten Jahrzehnten wurden alle Spiele, die auch nach Verlängerung noch unentschieden standen, wiederholt; das letzte Endspiel nach dieser Regelung fand 1965 statt. Danach sahen die Regeln vor, eine Entscheidung durch Münzwurf bzw. etwas später durch Elfmeterschießen unmittelbar nach Ende des einzigen Spiels herbeizuführen. Das erste Elfmeterschießen in einem Finale gab es aber erst 1982.
Nach dem Zweiten Weltkrieg bis in die 1960er Jahre fanden die Hauptrundenspiele mit Ausnahme des Finales grundsätzlich auf neutralem Platz statt, was angesichts der damaligen Ausdehnung des französischen Herrschaftsgebietes gelegentlich dazu führte, dass eine nord- und eine südfranzösische Mannschaft ihr Achtelfinalspiel in Algerien oder sogar in der Karibik austrugen. Dies hatte durchaus auch politische Hintergründe, weil so die Zusammengehörigkeit der Kolonialgebiete mit dem Mutterland dokumentiert werden sollte.
Schließlich wurde die Coupe de France ab 1968/69 bis einschließlich 1988/89 in den landesweiten Hauptrunden mit Ausnahme des Finales in Hin- und Rückspielen ausgetragen, was zwar zur Erhöhung der Einnahmen, aber auch zu Attraktivitätsverlusten geführt hat, wenn Mannschaften sich im Auswärtsspiel lediglich eine gute Ausgangsposition für das Rückspiel sichern wollten und entsprechend defensiv „auf Ergebnis“ spielten. Diese Regelung machte zudem das Weiterkommen für unterklassige Vereine nicht leichter. Während dieser 21 Jahre kam es vom Achtel- bis zum Halbfinale zu insgesamt 127 Ansetzungen zwischen Mannschaften aus unterschiedlich hohen Ligen; nur in 28 davon, also in gut jeder fünften Paarung, konnte sich die tieferklassige Elf durchsetzen. Und betrachtet man die Halbfinalteilnehmer dieses Zeitraums, so waren in 14 von 21 Spielzeiten die Erstligisten exklusiv unter sich; dies war in den 21 Jahren vor Einführung von Hin- und Rückspielen lediglich in neun Saisons der Fall gewesen.
Von 1952/53 bis 1964/65 wurde ein zusätzlicher Pokalwettbewerb, die Coupe Charles Drago, ausgespielt, an dem alle vor dem Viertelfinale ausgeschiedenen Profimannschaften teilnahmen. Dieser Wettbewerb, der der üblichen Pokalregel widerspricht, wonach eine Niederlage das Aus bedeutet, war nie sonderlich populär, brachte den oft wirtschaftlich bedrängten Klubs aber Zusatzeinnahmen. Der FC Sochaux und der RC Lens gewannen die Coupe Drago je dreimal.

### Sponsoring, Fernsehübertragungen und Antrittsgelder
2009/10 wurde der Wettbewerb von drei Hauptsponsoren – auf Französisch als „Paten“ (parrains) bezeichnet – unterstützt, nämlich dem Sportartikelhersteller Adidas, dem Kreditinstitut Caisse d’Épargne und dem Mobilfunkanbieter SFR. Dazu kamen vier „offizielle Partner“ (partenaires officiels): die Fernsehsender Eurosport und TF1, die für zusammen 14,15 Mio. € pro Saison das Recht zur Übertragung der Pokalspiele erworben haben, außerdem C10 (Getränkegroßhandelskette) und Brioche Pasquier (Backwarenproduzent, Markenname PITCH). 2010/11 sind Nike, Crédit Agricole und PMU Hauptsponsoren, Carrefour und Pages jaunes „offizielle Partner“, SFR und Brioche Pasquier „offizielle Ausrüster“. Die Fernsehrechte liegen weiterhin bei TF1 und Eurosport, die vom Zweiunddreißigstel- wie vom Sechzehntelfinale jeweils sieben Pokalbegegnungen live übertragen, davon eins am Freitagabend und je drei am Sonnabend bzw. Sonntag.
Generell können Unternehmen sich nach Ausschreibung des französischen Verbands auf ein oder mehrere Jahre als Sponsor bewerben. Ihr Sponsoring besteht in der Bezahlung einer je nach Vertragslaufzeit unterschiedlich hohen Geldsumme an die ausrichtende FFF; außerdem organisieren sie einzelne Veranstaltungen mit Bezug zur Coupe oder schreiben Sonderpreise wie die oben erwähnte „Däumlingswertung“ aus. Dafür dürfen sie ihr Sponsoring für eigene Public-Relations-Zwecke nutzen, wobei das Erscheinen ihrer Firmenlogos auf Banden und Spielertrikots bzw. -hosen werblich die größte Reichweite erzielt. Die Übertragung des Endspiels 2007 beispielsweise sahen in der Spitze 6,4 Millionen Fernsehzuschauer; außerdem wurden Spiele der vorangehenden Runden ab dem Zweiunddreißigstelfinale – teils live, teils in zeitversetzten Zusammenfassungen – gesendet, die meisten während der Prime Time. Ab dem Zweiunddreißigstelfinale, bei im TV übertragenen Spielen auch schon früher, müssen in den Stadien bestimmte Zonen spätestens 24 Stunden vor Anpfiff von der vorhandenen Werbung befreit werden (clean stadium); Sportfive bringt dort anschließend die Werbung der Wettbewerbssponsoren an. Die ausrichtenden Vereine müssen auch die vom Verband mit entsprechender Werbung gelieferten, einheitlichen Eintrittskarten-Rohlinge verwenden, in die sie dann die konkreten Spieldaten eindrucken lassen, und den Sponsoren ein festgelegtes Kontingent von Sitzplätzen der besten Kategorie zur Verfügung stellen.
Die Free-TV-Sender refinanzieren ihre Einsätze teilweise durch Werbeblöcke, teilweise auch, indem sie ihrerseits zusätzliche Sponsoren für die einzelnen Übertragungen gewinnen – ähnlich, wie es in Deutschland üblich geworden ist („Das Achtelfinalspiel wird Ihnen präsentiert von …“). Dazu steht den Sendern das Recht der Einflussnahme auf die zeitliche Ansetzung einzelner Spielpaarungen zu.
Die teilnehmenden Klubs erhalten über die hälftig zu teilenden Netto-Eintrittsgelder der Zuschauer hinaus ab der 7. Runde einen Anteil an den Einnahmen der FFF, der jährlich neu festgesetzt wird.
In der Saison 2008/09 betrug dieses „Antrittsgeld“ in der 7. Runde 1.500 Euro, im Zweiunddreißigstelfinale bereits 35.000, im Viertelfinale 130.000, im Halbfinale 280.000 und im Endspiel 560.000 € je Team. Der Finalsieger bekam zusätzlich weitere 140.000 Euro Gewinnprämie und konnte somit aus dieser Quelle insgesamt 1,25 Mio. Euro verbuchen. Das Gesamtvolumen der Zahlungen der FFF an die Teilnehmer umfasste mithin 8,7 Mio. Euro.
2020/21 haben sich diese Zahlungen des Verbands auf insgesamt 11,93 Mio. Euro erhöht, ein Jahr später fielen sie um 300.000 € geringer aus. Von der 7. Runde bis zum Sechzehntelfinale steigert sich die Antrittsprämie von 7.500 über 15.000 und 30.000 auf 50.000 €, so dass ein so weit vorstoßender Amateurverein insgesamt 102.500 € einnimmt. Sollte er auch diese Runde noch überstehen, kann er weitere 70.000 im Achtel- und 135.000 im Viertelfinale verbuchen. Amateurklubs erhalten zudem bereits ab der 4. Pokalrunde kostenlos einen Satz Trikots, Hosen und Stutzen für 16 Spieler einschließlich Torhütern. Gerade für „Kleine“ ist der Reiz dieses Wettbewerbs also nicht nur ein sportlicher.

## Endspielorte
Von Anfang an wurde das Pokalfinale in Paris oder im unmittelbar angrenzenden städtischen Ballungsraum (französisch Banlieue) ausgetragen. 2024 musste man davon abweichen, da das Stade de France für die Olympischen Sommerspiele und die Sommer-Paralympics 2024 renoviert wurde.
- In der Stadt Paris
  - Stade de la Légion Saint-Michel: 1918
  - Stade Bergeyre: 1920
  - Stade Pershing: 1921–1924
  - Parc des Princes: 1919, 1938, 1940, 1944, 1965–1967, 1972–1997 (außer 1992 – kein Endspiel), zudem die Wiederholungsspiele 1943 und 1963
- Im Ballungsraum um Paris
  - Stade Olympique Yves-du-Manoir in Colombes: 1925–1937, 1939, 1942–1943, 1945–1964, 1968–1971
  - Stade de Paris in Saint-Ouen: c 1941
  - Stade de France in Saint-Denis: 1998–2023
- Außerhalb der Île-de-France
  - Stade Pierre-Mauroy in Lille: 2024

Seit 1927 ist es üblich, dass der französische Staatspräsident bzw. bei dessen Verhinderung ein anderer ranghoher Politiker (der Premierminister, der Präsident der Nationalversammlung bzw. des Senats oder ein Ressortminister) dem Endspiel beiwohnt und anschließend den Pokal übergibt.

## Die Siegestrophäe

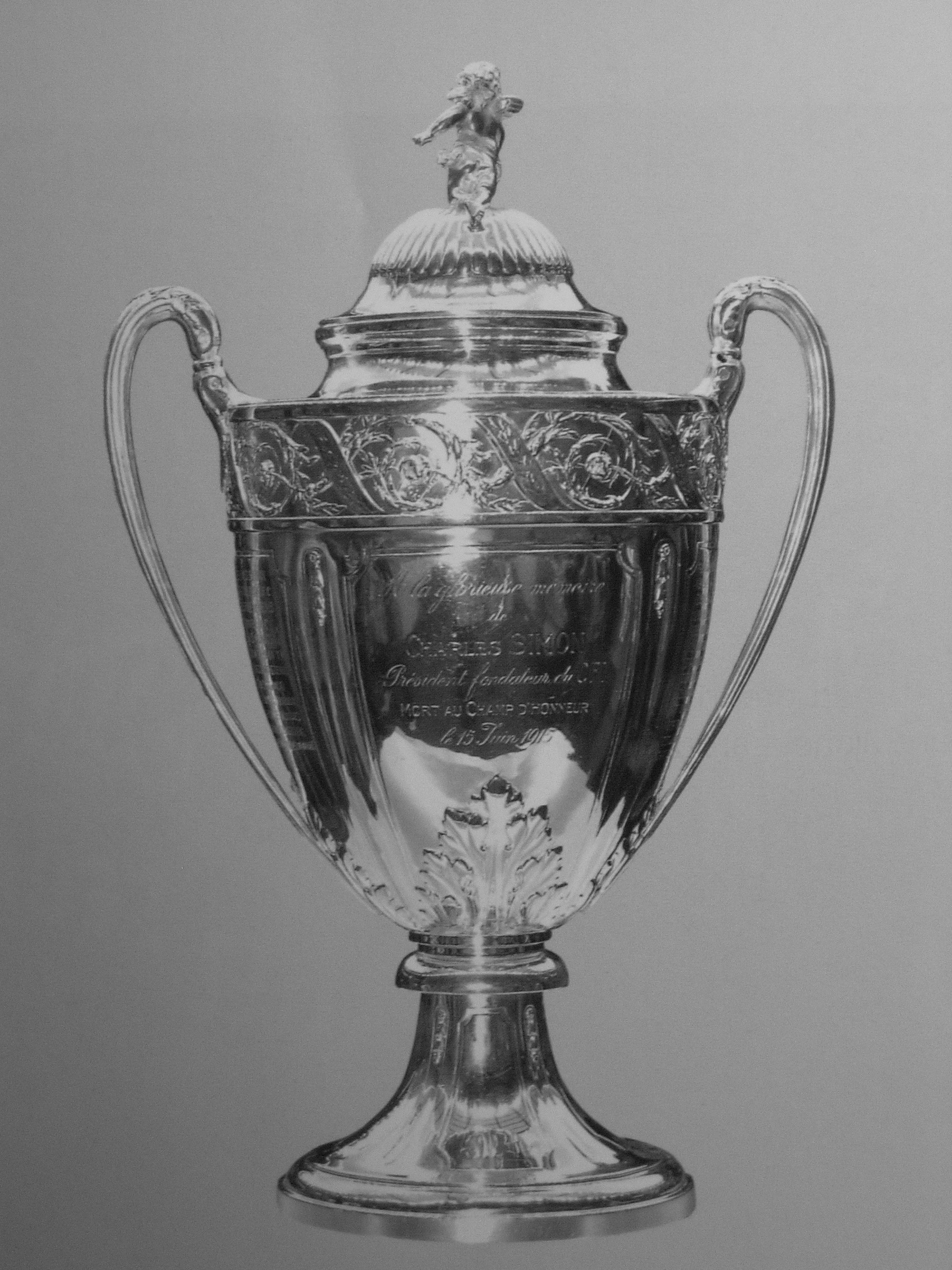
Seit 1917/18 die Siegestrophäe für den jährlichen Gewinner der Coupe de France

Der Sieger des Wettbewerbs erhält seit 1918 einen von Paul Michaux, Gründer der Fédération Sportive et Culturelle de France, gestifteten Wanderpokal. Diese Trophäe wurde 1916 aus 3,2 Kilogramm Silber gefertigt, ist 48 Zentimeter hoch und weist einen maximalen Durchmesser von 33 Zentimetern auf. Sie hat einen sich nach oben verjüngenden Fuß, aus dem ein kelchförmiger, in seinem oberen Teil mit einem umlaufenden Schmuckrelief verzierten Korpus mit zwei ausladenden Henkeln herauswächst; dessen mit dem Korpus fest verbundenen „Deckel“ krönt eine plastische, handgepunzte Siegesgöttin. Hergestellt wurde der damals 2.000 Francs teure Pokal von dem traditionsreichen Pariser Goldschmied Adrien Chobillon, der auch verantwortlich für die Anfertigung des Henri-Delaunay-Pokals war.
Zu dem Silberpokal gehört außerdem ein 15 kg schwerer Marmorsockel von 14,5 cm Höhe, der allerdings von Anfang an nur dazu diente, während des Endspiels den am Spielfeldrand aufgebauten Silberpokal zu tragen; danach lagert ihn der französische Verband wieder in seiner Geschäftsstelle.
Der Korpus enthält die französischsprachigen Inschriften „In ruhmreichem Gedenken an Charles Simon, Gründungspräsident des C. F. I., 1915 auf dem Feld der Ehre gefallen“ sowie „C. F. I. Ligue Nationale de Football Association, Coupe de France, gestiftet von Mr. le Docteur P. Michaux, président de la F. G. S. P. F.“; die Namen der Siegervereine werden auf Plaketten am Marmorfuß eingraviert. Seit 1967 erhalten die siegreichen Mannschaften nach Spielende nicht mehr das Original, sondern eine Kopie und dazu – zum Verbleib in ihrer Trophäensammlung – ein verkleinertes Modell. Die Spieler beider Finalisten bekommen außerdem seit 1918 eine kleine Medaille überreicht, die auf der einen Seite eine fiktive Spielszene, auf der anderen das Wettbewerbsjahr enthält. Pokalkopien und Medaillen werden heutzutage von der Silberschmiede Arthus-Bertrand hergestellt.

## Die Endspiele im Überblick
Hinweis: Vereine und Stadien werden, außer bei geänderten Namen, nur bei ihrer frühesten (= obersten) Erwähnung verlinkt.
| Saison  | Sieger                                                                         | Ergebnis                                                                       | Finalist                                                                       | Datum                                                                          | Stadion                                                                        | Zuschauer                                                                      |                                                                                |
| ------- | ------------------------------------------------------------------------------ | ------------------------------------------------------------------------------ | ------------------------------------------------------------------------------ | ------------------------------------------------------------------------------ | ------------------------------------------------------------------------------ | ------------------------------------------------------------------------------ | ------------------------------------------------------------------------------ |
| 1917/18 | Olympique de Pantin                                                            | 3:0                                                                            | FC Lyon                                                                        | 5. Mai 1918                                                                    | Stade de la Légion Saint-Michel                                                | 2.000                                                                          |                                                                                |
| 1918/19 | CASG Paris                                                                     | 3:2 n. V.                                                                      | Olympique Paris                                                                | 6. April 1919                                                                  | Parc des Princes                                                               | 10.000                                                                         |                                                                                |
| 1919/20 | CA Paris                                                                       | 2:1                                                                            | Le Havre AC                                                                    | 9. Mai 1920                                                                    | Stade Bergeyre                                                                 | 7.000                                                                          |                                                                                |
| 1920/21 | Red Star Paris                                                                 | 2:1                                                                            | Olympique Paris                                                                | 24. April 1921                                                                 | Stade Pershing                                                                 | 18.000                                                                         |                                                                                |
| 1921/22 | Red Star Paris                                                                 | 2:0                                                                            | Stade Rennais UC                                                               | 7. Mai 1922                                                                    | Stade Pershing                                                                 | 25.000                                                                         |                                                                                |
| 1922/23 | Red Star Paris                                                                 | 4:2                                                                            | FC Sète                                                                        | 6. Mai 1923                                                                    | Stade Pershing                                                                 | 20.000                                                                         |                                                                                |
| 1923/24 | Olympique Marseille                                                            | 3:2 n. V.                                                                      | FC Sète                                                                        | 13. April 1924                                                                 | Stade Pershing                                                                 | 29.000                                                                         |                                                                                |
| 1924/25 | CASG Paris                                                                     | 1:1 n. V. 3:2                                                                  | FC Rouen                                                                       | 26. April 1925 10. Mai 1925                                                    | Stade de Colombes                                                              | 20.000 18.000                                                                  |                                                                                |
| 1925/26 | Olympique Marseille                                                            | 4:1                                                                            | AS Valentigney                                                                 | 9. Mai 1926                                                                    | Stade de Colombes                                                              | 30.000                                                                         |                                                                                |
| 1926/27 | Olympique Marseille                                                            | 3:0                                                                            | US Quevilly                                                                    | 8. Mai 1927                                                                    | Stade de Colombes                                                              | 23.800                                                                         |                                                                                |
| 1927/28 | Red Star Paris                                                                 | 3:1                                                                            | CA Paris                                                                       | 6. Mai 1928                                                                    | Stade Olympique Yves-du-Manoir                                                 | 30.000                                                                         |                                                                                |
| 1928/29 | Sports Olympiques Montpelliérains                                              | 2:0                                                                            | FC Sète                                                                        | 5. Mai 1929                                                                    | Stade Olympique Yves-du-Manoir                                                 | 25.000                                                                         |                                                                                |
| 1929/30 | FC Sète                                                                        | 3:1 n. V.                                                                      | RC Paris                                                                       | 27. April 1930                                                                 | Stade Olympique Yves-du-Manoir                                                 | 35.000                                                                         |                                                                                |
| 1930/31 | Club Français Paris                                                            | 3:0                                                                            | Sports Olympiques Montpelliérains                                              | 3. Mai 1931                                                                    | Stade Olympique Yves-du-Manoir                                                 | 30.000                                                                         |                                                                                |
| 1931/32 | AS Cannes                                                                      | 1:0                                                                            | RC Roubaix                                                                     | 24. April 1932                                                                 | Stade Olympique Yves-du-Manoir                                                 | 36.143                                                                         |                                                                                |
| 1932/33 | Excelsior AC Roubaix                                                           | 3:1                                                                            | RC Roubaix                                                                     | 7. Mai 1933                                                                    | Stade Olympique Yves-du-Manoir                                                 | 38.000                                                                         |                                                                                |
| 1933/34 | FC Sète                                                                        | 2:1                                                                            | Olympique Marseille                                                            | 6. Mai 1934                                                                    | Stade Olympique Yves-du-Manoir                                                 | 40.600                                                                         |                                                                                |
| 1934/35 | Olympique Marseille                                                            | 3:0                                                                            | Stade Rennais UC                                                               | 5. Mai 1935                                                                    | Stade Olympique Yves-du-Manoir                                                 | 40.008                                                                         |                                                                                |
| 1935/36 | RC Paris                                                                       | 1:0                                                                            | OFC Charleville                                                                | 3. Mai 1936                                                                    | Stade Olympique Yves-du-Manoir                                                 | 39.725                                                                         |                                                                                |
| 1936/37 | FC Sochaux                                                                     | 2:1                                                                            | Racing Strasbourg                                                              | 9. Mai 1937                                                                    | Stade Olympique Yves-du-Manoir                                                 | 39.538                                                                         |                                                                                |
| 1937/38 | Olympique Marseille                                                            | 2:1 n. V.                                                                      | FC Metz                                                                        | 8. Mai 1938                                                                    | Parc des Princes                                                               | 33.044                                                                         |                                                                                |
| 1938/39 | RC Paris                                                                       | 3:1                                                                            | Olympique Lille                                                                | 14. Mai 1939                                                                   | Stade Olympique Yves-du-Manoir                                                 | 52.431                                                                         |                                                                                |
| 1939/40 | RC Paris                                                                       | 2:1                                                                            | Olympique Marseille                                                            | 5. Mai 1940                                                                    | Parc des Princes                                                               | 25.969                                                                         |                                                                                |
| 1940/41 | Girondins Bordeaux                                                             | 2:0                                                                            | SC Fives                                                                       | 25. Mai 1941                                                                   | Stade Municipal                                                                | 15.230                                                                         |                                                                                |
| 1941/42 | Red Star Paris                                                                 | 2:0                                                                            | FC Sète                                                                        | 17. Mai 1942                                                                   | Stade Olympique Yves-du-Manoir                                                 | 44.654                                                                         |                                                                                |
| 1942/43 | Olympique Marseille                                                            | 2:2 n. V. 4:0                                                                  | Girondins Bordeaux                                                             | 9. Mai 1943 22. Mai 1943                                                       | Parc des Princes                                                               | 32.005 32.212                                                                  |                                                                                |
| 1943/44 | Équipe Fédérale Nancy-Lorraine                                                 | 4:0                                                                            | Équipe Fédérale Reims-Champagne                                                | 7. Mai 1944                                                                    | Parc des Princes                                                               | 31.995                                                                         |                                                                                |
| 1944/45 | RC Paris                                                                       | 3:0                                                                            | OSC Lille                                                                      | 6. Mai 1945                                                                    | Stade Olympique Yves-du-Manoir                                                 | 49.983                                                                         |                                                                                |
| 1945/46 | OSC Lille                                                                      | 4:2                                                                            | Red Star Paris                                                                 | 26. Mai 1946                                                                   | Stade Olympique Yves-du-Manoir                                                 | 59.692                                                                         |                                                                                |
| 1946/47 | OSC Lille                                                                      | 2:0                                                                            | Racing Strasbourg                                                              | 11. Mai 1947                                                                   | Stade Olympique Yves-du-Manoir                                                 | 59.852                                                                         |                                                                                |
| 1947/48 | OSC Lille                                                                      | 3:2                                                                            | RC Lens                                                                        | 10. Mai 1948                                                                   | Stade Olympique Yves-du-Manoir                                                 | 60.739                                                                         |                                                                                |
| 1948/49 | RC Paris                                                                       | 5:2                                                                            | OSC Lille                                                                      | 8. Mai 1949                                                                    | Stade Olympique Yves-du-Manoir                                                 | 61.473                                                                         |                                                                                |
| 1949/50 | Stade Reims                                                                    | 2:0                                                                            | RC Paris                                                                       | 14. Mai 1950                                                                   | Stade Olympique Yves-du-Manoir                                                 | 61.722                                                                         |                                                                                |
| 1950/51 | Racing Strasbourg                                                              | 3:0                                                                            | US Valenciennes                                                                | 6. Mai 1951                                                                    | Stade Olympique Yves-du-Manoir                                                 | 61.492                                                                         |                                                                                |
| 1951/52 | OGC Nizza                                                                      | 5:3                                                                            | Girondins Bordeaux                                                             | 4. Mai 1952                                                                    | Stade Olympique Yves-du-Manoir                                                 | 61.485                                                                         |                                                                                |
| 1952/53 | OSC Lille                                                                      | 2:1                                                                            | FC Nancy                                                                       | 31. Mai 1953                                                                   | Stade Olympique Yves-du-Manoir                                                 | 58.993                                                                         |                                                                                |
| 1953/54 | OGC Nizza                                                                      | 2:1                                                                            | Olympique Marseille                                                            | 23. Mai 1954                                                                   | Stade Olympique Yves-du-Manoir                                                 | 56.803                                                                         |                                                                                |
| 1954/55 | OSC Lille                                                                      | 5:2                                                                            | Girondins Bordeaux                                                             | 29. Mai 1955                                                                   | Stade Olympique Yves-du-Manoir                                                 | 49.411                                                                         |                                                                                |
| 1955/56 | UA Sedan-Torcy                                                                 | 3:1                                                                            | AS Troyes-Savinienne                                                           | 27. Mai 1956                                                                   | Stade Olympique Yves-du-Manoir                                                 | 47.258                                                                         |                                                                                |
| 1956/57 | FC Toulouse                                                                    | 6:3                                                                            | SCO Angers                                                                     | 26. Mai 1957                                                                   | Stade Olympique Yves-du-Manoir                                                 | 43.125                                                                         |                                                                                |
| 1957/58 | Stade Reims                                                                    | 3:1                                                                            | Olympique Nîmes                                                                | 18. Mai 1958                                                                   | Stade Olympique Yves-du-Manoir                                                 | 56.523                                                                         |                                                                                |
| 1958/59 | Le Havre AC                                                                    | 2:2 n. V. 3:0                                                                  | FC Sochaux                                                                     | 3. Mai 1959 18. Mai 1959                                                       | Stade Olympique Yves-du-Manoir                                                 | 50.778 36.655                                                                  |                                                                                |
| 1959/60 | AS Monaco                                                                      | 4:2 n. V.                                                                      | AS Saint-Étienne                                                               | 15. Mai 1960                                                                   | Stade Olympique Yves-du-Manoir                                                 | 38.298                                                                         |                                                                                |
| 1960/61 | UA Sedan-Torcy                                                                 | 3:1                                                                            | Olympique Nîmes                                                                | 7. Mai 1961                                                                    | Stade Olympique Yves-du-Manoir                                                 | 39.070                                                                         |                                                                                |
| 1961/62 | AS Saint-Étienne                                                               | 1:0                                                                            | FC Nancy                                                                       | 13. Mai 1962                                                                   | Stade Olympique Yves-du-Manoir                                                 | 30.654                                                                         |                                                                                |
| 1962/63 | AS Monaco                                                                      | 0:0 n. V. 2:0                                                                  | Olympique Lyon                                                                 | 12. Mai 1963 23. Mai 1963                                                      | Stade Olympique Yves-du-Manoir Parc des Princes                                | 32.932 24.910                                                                  |                                                                                |
| 1963/64 | Olympique Lyon                                                                 | 2:0                                                                            | Girondins Bordeaux                                                             | 10. Mai 1964                                                                   | Stade Olympique Yves-du-Manoir                                                 | 32.777                                                                         |                                                                                |
| 1964/65 | Stade Rennais UC                                                               | 2:2 n. V. 3:1                                                                  | UA Sedan-Torcy                                                                 | 23. Mai 1965 27. Mai 1965                                                      | Parc des Princes                                                               | 36.789 26.792                                                                  |                                                                                |
| 1965/66 | Racing Strasbourg                                                              | 1:0                                                                            | FC Nantes                                                                      | 22. Mai 1966                                                                   | Parc des Princes                                                               | 36.285                                                                         |                                                                                |
| 1966/67 | Olympique Lyon                                                                 | 3:1                                                                            | FC Sochaux                                                                     | 21. Mai 1967                                                                   | Parc des Princes                                                               | 32.523                                                                         |                                                                                |
| 1967/68 | AS Saint-Étienne                                                               | 2:1                                                                            | Girondins Bordeaux                                                             | 12. Mai 1968                                                                   | Stade Olympique Yves-du-Manoir                                                 | 33.959                                                                         |                                                                                |
| 1968/69 | Olympique Marseille                                                            | 2:0                                                                            | Girondins Bordeaux                                                             | 18. Mai 1969                                                                   | Stade Olympique Yves-du-Manoir                                                 | 39.460                                                                         |                                                                                |
| 1969/70 | AS Saint-Étienne                                                               | 5:0                                                                            | FC Nantes                                                                      | 31. Mai 1970                                                                   | Stade Olympique Yves-du-Manoir                                                 | 32.894                                                                         |                                                                                |
| 1970/71 | Stade Rennais UC                                                               | 1:0                                                                            | Olympique Lyon                                                                 | 20. Mai 1971                                                                   | Stade Olympique Yves-du-Manoir                                                 | 46.801                                                                         |                                                                                |
| 1971/72 | Olympique Marseille                                                            | 2:1                                                                            | SEC Bastia                                                                     | 4. Juni 1972                                                                   | Parc des Princes                                                               | 44.069                                                                         |                                                                                |
| 1972/73 | Olympique Lyon                                                                 | 2:1                                                                            | FC Nantes                                                                      | 17. Juni 1973                                                                  | Parc des Princes                                                               | 45.734                                                                         |                                                                                |
| 1973/74 | AS Saint-Étienne                                                               | 2:1                                                                            | AS Monaco                                                                      | 8. Juni 1974                                                                   | Parc des Princes                                                               | 45.813                                                                         |                                                                                |
| 1974/75 | AS Saint-Étienne                                                               | 2:0                                                                            | RC Lens                                                                        | 14. Juni 1975                                                                  | Parc des Princes                                                               | 44.275                                                                         |                                                                                |
| 1975/76 | Olympique Marseille                                                            | 2:0                                                                            | Olympique Lyon                                                                 | 12. Juni 1976                                                                  | Parc des Princes                                                               | 45.661                                                                         |                                                                                |
| 1976/77 | AS Saint-Étienne                                                               | 2:1                                                                            | Stade Reims                                                                    | 18. Juni 1977                                                                  | Parc des Princes                                                               | 45.454                                                                         |                                                                                |
| 1977/78 | AS Nancy                                                                       | 1:0                                                                            | OGC Nizza                                                                      | 13. Juni 1978                                                                  | Parc des Princes                                                               | 45.998                                                                         |                                                                                |
| 1978/79 | FC Nantes                                                                      | 4:1 n. V.                                                                      | AJ Auxerre                                                                     | 16. Juni 1979                                                                  | Parc des Princes                                                               | 46.070                                                                         |                                                                                |
| 1979/80 | AS Monaco                                                                      | 3:1                                                                            | US Orléans                                                                     | 7. Juni 1980                                                                   | Parc des Princes                                                               | 46.136                                                                         |                                                                                |
| 1980/81 | SEC Bastia                                                                     | 2:1                                                                            | AS Saint-Étienne                                                               | 13. Juni 1981                                                                  | Parc des Princes                                                               | 46.155                                                                         |                                                                                |
| 1981/82 | Paris Saint-Germain                                                            | 2:2 n. V. (6:5 i. E.)                                                          | AS Saint-Étienne                                                               | 15. Juni 1982                                                                  | Parc des Princes                                                               | 46.160                                                                         |                                                                                |
| 1982/83 | Paris Saint-Germain                                                            | 3:2                                                                            | FC Nantes                                                                      | 11. Juni 1983                                                                  | Parc des Princes                                                               | 46.203                                                                         |                                                                                |
| 1983/84 | FC Metz                                                                        | 2:0 n. V.                                                                      | AS Monaco                                                                      | 11. Mai 1984                                                                   | Parc des Princes                                                               | 45.384                                                                         |                                                                                |
| 1984/85 | AS Monaco                                                                      | 1:0                                                                            | Paris Saint-Germain                                                            | 8. Juni 1985                                                                   | Parc des Princes                                                               | 45.711                                                                         |                                                                                |
| 1985/86 | Girondins Bordeaux                                                             | 2:1 n. V.                                                                      | Olympique Marseille                                                            | 30. April 1986                                                                 | Parc des Princes                                                               | 45.429                                                                         |                                                                                |
| 1986/87 | Girondins Bordeaux                                                             | 2:0                                                                            | Olympique Marseille                                                            | 10. Juni 1987                                                                  | Parc des Princes                                                               | 45.145                                                                         |                                                                                |
| 1987/88 | FC Metz                                                                        | 2:2 n. V. (5:4 i. E.)                                                          | FC Sochaux                                                                     | 11. Juni 1988                                                                  | Parc des Princes                                                               | 44.531                                                                         |                                                                                |
| 1988/89 | Olympique Marseille                                                            | 4:3                                                                            | AS Monaco                                                                      | 10. Juni 1989                                                                  | Parc des Princes                                                               | 44.448                                                                         |                                                                                |
| 1989/90 | HSC Montpellier                                                                | 2:1 n. V.                                                                      | Racing Paris 1                                                                 | 2. Juni 1990                                                                   | Parc des Princes                                                               | 44.067                                                                         |                                                                                |
| 1990/91 | AS Monaco                                                                      | 1:0                                                                            | Olympique Marseille                                                            | 8. Juni 1991                                                                   | Parc des Princes                                                               | 44.123                                                                         |                                                                                |
| 1991/92 | kein Finale; Wettbewerb nach dem „Drama von Furiani“ im Halbfinale abgebrochen | kein Finale; Wettbewerb nach dem „Drama von Furiani“ im Halbfinale abgebrochen | kein Finale; Wettbewerb nach dem „Drama von Furiani“ im Halbfinale abgebrochen | kein Finale; Wettbewerb nach dem „Drama von Furiani“ im Halbfinale abgebrochen | kein Finale; Wettbewerb nach dem „Drama von Furiani“ im Halbfinale abgebrochen | kein Finale; Wettbewerb nach dem „Drama von Furiani“ im Halbfinale abgebrochen | kein Finale; Wettbewerb nach dem „Drama von Furiani“ im Halbfinale abgebrochen |
| 1992/93 | Paris Saint-Germain                                                            | 3:0                                                                            | FC Nantes                                                                      | 12. Juni 1993                                                                  | Parc des Princes                                                               | 48.789                                                                         |                                                                                |
| 1993/94 | AJ Auxerre                                                                     | 3:0                                                                            | HSC Montpellier                                                                | 14. Juni 1994                                                                  | Parc des Princes                                                               | 45.189                                                                         |                                                                                |
| 1994/95 | Paris Saint-Germain                                                            | 1:0                                                                            | Racing Strasbourg                                                              | 13. Juni 1995                                                                  | Parc des Princes                                                               | 46.698                                                                         |                                                                                |
| 1995/96 | AJ Auxerre                                                                     | 2:1                                                                            | Olympique Nîmes                                                                | 4. Mai 1996                                                                    | Parc des Princes                                                               | 44.921                                                                         |                                                                                |
| 1996/97 | OGC Nizza                                                                      | 1:1 n. V. (4:3 i. E.)                                                          | EA Guingamp                                                                    | 10. Mai 1997                                                                   | Parc des Princes                                                               | 44.131                                                                         |                                                                                |
| 1997/98 | Paris Saint-Germain                                                            | 2:1                                                                            | RC Lens                                                                        | 2. Mai 1998                                                                    | Stade de France                                                                | 77.000                                                                         |                                                                                |
| 1998/99 | FC Nantes                                                                      | 1:0                                                                            | CS Sedan                                                                       | 15. Mai 1999                                                                   | Stade de France                                                                | 78.586                                                                         |                                                                                |
| 1999/00 | FC Nantes                                                                      | 2:1                                                                            | Calais RUFC                                                                    | 7. Mai 2000                                                                    | Stade de France                                                                | 78.717                                                                         |                                                                                |
| 2000/01 | Racing Strasbourg                                                              | 0:0 n. V. (5:4 i. E.)                                                          | SC Amiens                                                                      | 26. Mai 2001                                                                   | Stade de France                                                                | 78.586                                                                         |                                                                                |
| 2001/02 | FC Lorient                                                                     | 1:0                                                                            | SC Bastia                                                                      | 11. Mai 2002                                                                   | Stade de France                                                                | 60.000                                                                         |                                                                                |
| 2002/03 | AJ Auxerre                                                                     | 2:1                                                                            | Paris Saint-Germain                                                            | 31. Mai 2003                                                                   | Stade de France                                                                | 78.000                                                                         |                                                                                |
| 2003/04 | Paris Saint-Germain                                                            | 1:0                                                                            | LB Châteauroux                                                                 | 29. Mai 2004                                                                   | Stade de France                                                                | 77.857                                                                         |                                                                                |
| 2004/05 | AJ Auxerre                                                                     | 2:1                                                                            | CS Sedan                                                                       | 4. Juni 2005                                                                   | Stade de France                                                                | 77.617                                                                         |                                                                                |
| 2005/06 | Paris Saint-Germain                                                            | 2:1                                                                            | Olympique Marseille                                                            | 29. April 2006                                                                 | Stade de France                                                                | 79.061                                                                         |                                                                                |
| 2006/07 | FC Sochaux                                                                     | 2:2 n. V. (5:4 i. E.)                                                          | Olympique Marseille                                                            | 12. Mai 2007                                                                   | Stade de France                                                                | 79.797                                                                         |                                                                                |
| 2007/08 | Olympique Lyon                                                                 | 1:0 n. V.                                                                      | Paris Saint-Germain                                                            | 24. Mai 2008                                                                   | Stade de France                                                                | 75.000                                                                         |                                                                                |
| 2008/09 | EA Guingamp                                                                    | 2:1                                                                            | Stade Rennes                                                                   | 9. Mai 2009                                                                    | Stade de France                                                                | 80.056                                                                         |                                                                                |
| 2009/10 | Paris Saint-Germain                                                            | 1:0 n. V.                                                                      | AS Monaco                                                                      | 1. Mai 2010                                                                    | Stade de France                                                                | 75.000                                                                         |                                                                                |
| 2010/11 | OSC Lille                                                                      | 1:0                                                                            | Paris Saint-Germain                                                            | 14. Mai 2011                                                                   | Stade de France                                                                | 79.000                                                                         |                                                                                |
| 2011/12 | Olympique Lyon                                                                 | 1:0                                                                            | US Quevilly                                                                    | 28. April 2012                                                                 | Stade de France                                                                | 76.229                                                                         |                                                                                |
| 2012/13 | Girondins Bordeaux                                                             | 3:2                                                                            | FC Évian Thonon Gaillard                                                       | 31. Mai 2013                                                                   | Stade de France                                                                | 77.000                                                                         |                                                                                |
| 2013/14 | EA Guingamp                                                                    | 2:0                                                                            | Stade Rennes                                                                   | 3. Mai 2014                                                                    | Stade de France                                                                | 80.000                                                                         |                                                                                |
| 2014/15 | Paris Saint-Germain                                                            | 1:0                                                                            | AJ Auxerre                                                                     | 30. Mai 2015                                                                   | Stade de France                                                                | 80.000                                                                         |                                                                                |
| 2015/16 | Paris Saint-Germain                                                            | 4:2                                                                            | Olympique Marseille                                                            | 21. Mai 2016                                                                   | Stade de France                                                                | 80.000                                                                         |                                                                                |
| 2016/17 | Paris Saint-Germain                                                            | 1:0                                                                            | SCO Angers                                                                     | 27. Mai 2017                                                                   | Stade de France                                                                | 78.000                                                                         |                                                                                |
| 2017/18 | Paris Saint-Germain                                                            | 2:0                                                                            | VF Les Herbiers                                                                | 8. Mai 2018                                                                    | Stade de France                                                                | 73.772                                                                         |                                                                                |
| 2018/19 | Stade Rennes                                                                   | 2:2 n. V. (6:5 i. E.)                                                          | Paris Saint-Germain                                                            | 27. April 2019                                                                 | Stade de France                                                                | 75.000                                                                         |                                                                                |
| 2019/20 | Paris Saint-Germain                                                            | 1:0                                                                            | AS Saint-Étienne                                                               | 24. Juli 2020                                                                  | Stade de France                                                                | 2.805                                                                          |                                                                                |
| 2020/21 | Paris Saint-Germain                                                            | 2:0                                                                            | AS Monaco                                                                      | 19. Mai 2021                                                                   | Stade de France                                                                | ohne                                                                           |                                                                                |
| 2021/22 | FC Nantes                                                                      | 1:0                                                                            | OGC Nizza                                                                      | 7. Mai 2022                                                                    | Stade de France                                                                | 78.961                                                                         |                                                                                |
| 2022/23 | FC Toulouse                                                                    | 5:1                                                                            | FC Nantes                                                                      | 29. April 2023                                                                 | Stade de France                                                                | 78.038                                                                         |                                                                                |
| 2023/24 | Paris Saint-Germain                                                            | 2:1                                                                            | Olympique Lyon                                                                 | 25. Mai 2024                                                                   | Stade Pierre-Mauroy                                                            | 46.577                                                                         |                                                                                |
| 2024/25 | Paris Saint-Germain                                                            | 3:0                                                                            | Stade Reims                                                                    | 24. Mai 2025                                                                   | Stade de France                                                                | 77.101                                                                         |                                                                                |

## Statistik
Hinweis: Die jährliche Aktualisierung erfolgt komplett erst nach dem jeweiligen Finale.

### Vereine

#### Alle Endspielteilnehmer
In den bisherigen 107 Austragungen der Coupe haben 52 Vereine (einschließlich der beiden Regionalauswahlen von 1943/44) wenigstens eins der 106 Pokalfinals erreicht. Bereits viermal standen sich darin Olympique Marseille und Girondins Bordeaux gegenüber, dreimal kam es zum Aufeinandertreffen von Racing Paris mit Olympique Lille sowie der AS Monaco mit Paris Saint-Germain. Acht weitere Spielpaarungen gab es je zweimal: AS Monaco gegen Marseille und AS Saint-Étienne, FC Sète gegen Marseille und Red Star Paris, FC Nantes gegen Paris Saint-Germain, EA Guingamp gegen Stade Rennes, Paris S-G gegen AJ Auxerre sowie Paris S-G gegen Saint-Étienne. Die restlichen 78 Endspiele waren allesamt „Unikate“ (Spielwiederholungen nicht eingerechnet). Das nicht ausgespielte Finale von 1992 zwischen der AS Monaco und Olympique Marseille findet hierunter keine Berücksichtigung.
| Verein                 | Sieger | Verlierer | Finals insges. | Erstes Finale | Letztes Finale |
| ---------------------- | ------ | --------- | -------------- | ------------- | -------------- |
| Paris Saint-Germain FC | 16     | 5         | 21             | 1982          | 2025           |
| Olympique Marseille    | 10     | 9         | 19             | 1924          | 2016           |
| AS Saint-Étienne       | 6      | 4         | 10             | 1960          | 2020           |
| OSC Lille              | 6      | 3         | 9              | 1939          | 2011           |
| AS Monaco              | 5      | 5         | 10             | 1960          | 2021           |
| Olympique Lyon         | 5      | 4         | 9              | 1963          | 2024           |
| Racing Paris           | 5      | 3         | 8              | 1930          | 1990           |
| Red Star               | 5      | 1         | 6              | 1921          | 1946           |
| Girondins Bordeaux     | 4      | 6         | 10             | 1941          | 2013           |
| FC Nantes              | 4      | 6         | 10             | 1966          | 2023           |
| AJ Auxerre             | 4      | 2         | 6              | 1979          | 2015           |
| Stade Rennes           | 3      | 4         | 7              | 1922          | 2019           |
| Racing Strasbourg      | 3      | 3         | 6              | 1937          | 2001           |
| OGC Nizza              | 3      | 2         | 5              | 1952          | 2022           |
| FC Sète                | 2      | 4         | 6              | 1923          | 1942           |
| FC Sochaux             | 2      | 3         | 5              | 1937          | 2007           |
| CS Sedan               | 2      | 3         | 5              | 1956          | 2005           |
| HSC Montpellier        | 2      | 2         | 4              | 1929          | 1994           |
| Stade Reims            | 2      | 2         | 4              | 1950          | 2025           |
| FC Metz                | 2      | 1         | 3              | 1938          | 1988           |
| EA Guingamp            | 2      | 1         | 3              | 1997          | 2014           |
| CASG Paris             | 2      | 0         | 2              | 1919          | 1925           |
| FC Toulouse            | 2      | 0         | 2              | 1957          | 2023           |
| Olympique Paris        | 1      | 2         | 3              | 1918          | 1921           |
| SC Bastia              | 1      | 2         | 3              | 1972          | 2002           |
| CA Paris               | 1      | 1         | 2              | 1920          | 1928           |
| Le Havre AC            | 1      | 1         | 2              | 1920          | 1959           |
| Club Français Paris    | 1      | 0         | 1              | 1931          | 1931           |
| AS Cannes              | 1      | 0         | 1              | 1932          | 1932           |
| Excelsior AC Roubaix   | 1      | 0         | 1              | 1933          | 1933           |
| EF Nancy-Lorraine      | 1      | 0         | 1              | 1944          | 1944           |
| AS Nancy               | 1      | 0         | 1              | 1978          | 1978           |
| FC Lorient             | 1      | 0         | 1              | 2002          | 2002           |
| RC Lens                | 0      | 3         | 3              | 1948          | 1998           |
| Olympique Nîmes        | 0      | 3         | 3              | 1958          | 1996           |
| US Quevilly            | 0      | 2         | 2              | 1927          | 2012           |
| RC Roubaix             | 0      | 2         | 2              | 1932          | 1933           |
| FC Nancy               | 0      | 2         | 2              | 1953          | 1962           |
| SCO Angers             | 0      | 2         | 2              | 1957          | 2017           |
| FC Lyon                | 0      | 1         | 1              | 1918          | 1918           |
| FC Rouen               | 0      | 1         | 1              | 1925          | 1925           |
| AS Valentigney         | 0      | 1         | 1              | 1926          | 1926           |
| OFC Charleville        | 0      | 1         | 1              | 1936          | 1936           |
| SC Fives               | 0      | 1         | 1              | 1941          | 1941           |
| EF Reims-Champagne     | 0      | 1         | 1              | 1944          | 1944           |
| US Valenciennes        | 0      | 1         | 1              | 1951          | 1951           |
| AS Troyes-Savinienne   | 0      | 1         | 1              | 1956          | 1956           |
| US Orléans             | 0      | 1         | 1              | 1980          | 1980           |
| Calais RUFC            | 0      | 1         | 1              | 2000          | 2000           |
| SC Amiens              | 0      | 1         | 1              | 2001          | 2001           |
| LB Châteauroux         | 0      | 1         | 1              | 2004          | 2004           |
| FC Évian TG            | 0      | 1         | 1              | 2013          | 2013           |
| VF Les Herbiers        | 0      | 1         | 1              | 2018          | 2018           |

#### Titelverteidigungen und Mehrfachniederlagen
Acht Vereinen ist es gelungen, den Pokal in zwei aufeinander folgenden Austragungen zu gewinnen, drei von ihnen sogar noch häufiger: dreimal siegten Red Star (1921 bis 1923) und der OSC Lille (1946 bis 1948), Paris Saint-Germain FC gar viermal in Folge (2015 bis 2018). Die anderen erfolgreichen Titelverteidiger waren Olympique Marseille (1926, 1927), Racing Club Paris (1939, 1940), AS Saint-Étienne (1974, 1975), Paris Saint-Germain (1982, 1983 sowie 2020, 2021 und 2024, 2025), Girondins Bordeaux (1986, 1987) und der FC Nantes (1999, 2000).
Zweimal nacheinander als Verlierer verließen vier Klubs das Endspielstadion: FC Sète (1923, 1924), RC Roubaix (1932, 1933), Girondins Bordeaux (1968, 1969) und – sogar bereits zweimal – Olympique Marseille (1986, 1987 sowie 2006, 2007). Die beiden letztgenannten Vereine sind auch die einzigen, die sich in zwei aufeinander folgenden Finals gegenüberstanden, nämlich 1986 und 1987.

#### Unterklassige Finalisten
Seit der Einführung einer Profiliga (1932/33) standen in 18 der 85 ausgetragenen Endspiele Mannschaften, die nicht der höchsten Spielklasse angehörten. Nur zwei von diesen wurden auch Pokalsieger: dies gelang 1959 dem Doyen des französischen Fußballs, Le Havre AC, und 2009 En Avant Guingamp, beide seinerzeitige Zweitdivisionäre. Alle anderen unterklassigen Vereine verloren ihr Finale: 1933 der RC Roubaix, 1936 Charleville, 1948 Lens, 1951 Valenciennes, 1979 und 2015 Auxerre, 1980 Orléans, 1988 Sochaux, 1999 und 2005 Sedan sowie 2004 Châteauroux – diese alle waren Zweitligisten. Außerdem waren vier Dritt- (1996 Nîmes, 2001 Amiens, 2012 Quevilly, 2018 Les Herbiers) und sogar ein Viertligist (2000 Calais) sehr nahe daran, die Coupe zu gewinnen.

#### Weitere Besonderheiten in den Endspielen
Auf fünf aufeinanderfolgende Finalteilnahmen brachten es nur der OSC Lille (von 1945 bis 1949) und, sieben Jahrzehnte später, Paris Saint-Germain (2015 bis 2019).
In Endspielen ungeschlagen geblieben sind nur acht Klubs; sechs davon haben allerdings auch nur ein einziges Finale erreicht. Lediglich CASG Paris und dem FC Toulouse gelangen zwei Siege in zwei Partien. Dem stehen 19 Mannschaften gegenüber, die in mindestens einem Endspiel standen, aber keins davon gewinnen konnten; 13 Teams verloren bei ihrer einzigen Teilnahme, vier ihre beiden (RC Roubaix, FC Nancy, US Quevilly, SCO Angers) beziehungsweise sogar ihre drei (Lens und Nîmes) Finals sämtlich.
Erst zwölf Klubs sind seit Einführung des Profifußballs (1932/33) in derselben Spielzeit sowohl Meister als auch Pokalsieger (frz. Doublé) geworden, nur vier davon mehr als einmal. Dies gelang dem FC Sète (1934), Racing Club Paris (1936), OSC Lille (1946, 2011), OGC Nizza (1952), Stade de Reims (1958), AS Monaco (1963), AS Saint-Étienne (1968, 1970, 1974, 1975), Olympique Marseille (1972, 1989), Girondins Bordeaux (1987), AJ Auxerre (1996), Olympique Lyon (2008) und Paris Saint-Germain (2015, 2016, 2018, 2020, 2024, 2025).
Am Ende derselben Saison den Pokal zu gewinnen und in die zweite Liga absteigen zu müssen, blieb vier Klubs vorbehalten: Saint-Étienne 1962, Nizza 1997, Strasbourg 2001 und Lorient 2002.
Lokalderbys gab es nur vier, und die allesamt in der Frühzeit des Wettbewerbs, nämlich 1919, 1921, 1928 (jeweils zwischen zwei Mannschaften aus Paris) und 1933 (zwischen zwei Teams aus Roubaix). Dabei ist die Bewertung der beiden Endspiele von 1921 und 1928 als Derby sogar strittig, weil Red Star zwar ursprünglich aus der Hauptstadt stammt und 1926 mit dem benachbarten Olympique Paris eine Fusion eingegangen war, seinen offiziellen Vereinssitz aber seit 1910 im unmittelbar angrenzenden Saint-Ouen hat.
Zudem trafen in zwei weiteren Finals Mannschaften aufeinander, die in Städten beheimatet waren, die nur etwa 30 km voneinander entfernt liegen: 1929 Fußballer aus Montpellier und Sète, 1948 aus Lille und Lens.

### Spieler
Rekordpokalsieger mit jeweils fünf Titeln sind Marceau Somerlinck (1946, 1947, 1948, 1953, 1955 mit OSC Lille), Dominique Bathenay (1974, 1975, 1977 mit AS Saint-Étienne; 1982, 1983 mit Paris Saint-Germain) und Alain Roche (1986, 1987 mit Girondins Bordeaux; 1993, 1995, 1998 mit Paris Saint-Germain). Somerlinck stand darüber hinaus 1941 noch in einem weiteren Endspiel; gleichfalls auf die Rekordzahl von sechs Finalteilnahmen brachten es mit Jean Baratte (1945, 1946, 1947, 1948, 1949, 1953) und Joseph Jadrejak (1941, 1945, 1946, 1947, 1948, 1949) nur noch zwei weitere Spieler, die dies ebenfalls mit OSC Lille erreichten. Vor Somerlinck war lange Zeit Jean Boyer der Rekordhalter; er brachte es auf vier Siege (1919 mit CASG Paris, 1924, 1926, 1927 mit Olympique Marseille) und stand 1934 mit Marseille noch in einem weiteren Endspiel.
Auf vier Pokaltitel haben es außer Boyer und Baratte nur noch folgende Spieler gebracht: Paul Nicolas (zwischen 1921 und 1928 mit Red Star), Maurice Dupuis und „Gusti“ Jordan (beide zwischen 1936 und 1945 mit Racing Paris), Georges Bereta (zwischen 1968 und 1976 mit Saint-Étienne und Marseille), Hervé Revelli (zwischen 1968 und 1977 mit Saint-Étienne) sowie als bisher letzter Lionel Mathis (zwischen 2003 und 2014 mit Auxerre und Guingamp).
Die erfolgreichsten Endspieltorschützen – wobei Tore beim Elfmeterschießen zur Ermittlung eines Siegers nicht mitgerechnet sind – waren bis heute Emmanuel Aznar (1938, 1940, 1943 mit Olympique Marseille), Jules Dewaquez (1919 mit Olympique Paris, 1926, 1927 mit Olympique Marseille) und Roger Vandooren (1946, 1947, 1948 mit OSC Lille), denen jeweils insgesamt vier Treffer gelangen. In einem einzelnen Endspiel am erfolgreichsten waren Éric Pécout (1979 mit FC Nantes) und Jean-Pierre Papin (1989 mit Olympique Marseille) mit je drei Torerfolgen.
Erfolgreichster Schütze in einem Hauptrundenspiel ist Stefan „Stanis“ Dembicki, der im Sechzehntelfinale des Wettbewerbs 1942/43 exakt die Hälfte der Tore bei Racing Lens’ 32:0-Sieg gegen einen Amateurclub erzielte.

### Trainer
Auf immerhin jeweils vier Titel brachten es zwei Trainer, die die Coupe zu ihrer aktiven Spielerzeit nie gewinnen konnten, nämlich André Cheuva (1947, 1948, 1953, 1955 mit OSC Lille) und Guy Roux (1994, 1996, 2003, 2005 mit AJ Auxerre). Cheuva hatte als Spieler 1939 zumindest ein Pokalendspiel erreicht, es mit Olympique Lille allerdings verloren. In dieser Hinsicht weisen die mit je drei Titeln nächsterfolgreichen Trainer diesen beiden gegenüber einen vollständigeren Palmarès auf, weil sie alle drei vorher schon als Spieler den französischen Pokal hatten gewinnen können: Albert Batteux (1958 mit Stade Reims, 1968, 1970 mit AS Saint-Étienne – zudem als Spieler 1950 mit Reims) und Robert Herbin (1974, 1975, 1977 – zudem als Spieler 1962, 1968, 1970, alles mit AS Saint-Étienne); außerdem Lucien Leduc (1960, 1963 mit AS Monaco, 1972 mit Olympique Marseille – Letzteres mit der Einschränkung, dass Leduc kurz vor dem Finale entlassen worden war –, zudem als Spieler 1949 mit Racing Paris).

### Schiedsrichter
Auf mehr als eine Spielleitung im Pokalfinale brachten es:
- 5 Endspiele: Michel Vautrot (1979, 1982, 1983, 1984, 1987)
- 3 Endspiele: Edmond Gérardin (1920, 1922, 1929), Marcel Slawik (1921, 1925 d), Georges Capdeville (1936, 1942, 1945), Georges Konrath (1977, 1980, 1981), Joël Quiniou (1986, 1989, 1991)
- 2 Endspiele: Georges Balvay (1926, 1928), Roger Conrié (1930, 1933), Léon Boes (1941, 1948), Victor Sdez (1943 d), Jean-Louis Groppi (1959 d), Pierre Schwinté (1963 d), Michel Kitabdjian (1965 d), Robert Héliès (1970, 1975), Robert Wurtz (1973, 1976), Achille Verbeke (1974, 1978), Gérard Biguet (1985, 1990), Laurent Duhamel (2001, 2006), Éric Poulat (2002, 2007), Clément Turpin (2011, 2016)

Zum 40-jährigen Jubiläum des Wettbewerbs (1957) verpflichtete die FFF ausnahmsweise einen ausländischen Endspielschiedsrichter: der Engländer Jack Clough hatte das Vergnügen, dabei das bis heute (2022) torreichste Finale (nach 90 Minuten 6:3 für Toulouse gegen Angers) zu leiten. Und 2022 betraute die FFF mit Stéphanie Frappart zum ersten Mal eine Frau mit dieser Aufgabe.

## Abschneiden der Pokalsieger auf europäischer Ebene
Von 1960 bis 1998 qualifizierte sich der jeweilige Wettbewerbsgewinner – bzw. der unterlegene Finalist, sofern der Sieger aufgrund seiner Platzierung in der Liga am als höherwertig angesehenen Landesmeisterwettbewerb teilnehmen durfte – für den Europapokal der Pokalsieger (EC 2) der folgenden Saison, seit 1999 für den UEFA-Pokal (ab der Saison 2009/10 UEFA Europa League genannt). An der ersten Ausspielung des EC 2 nahm die dafür qualifizierte AS Monaco übrigens nicht teil; damit stand sie nicht allein, weil überhaupt nur zehn Verbände eine Meldung abgegeben hatten.
Die Auftritte der französischen Pokalsieger bzw. ihrer Stellvertreter auf der europäischen Ebene waren in der Summe wenig erfolgreich. Nur in 15 von insgesamt 48 Ausspielungen erreichte eine Elf aus Frankreich wenigstens das Viertelfinale; sieben von ihnen scheiterten im Halbfinale. Ein europäisches Endspiel wurde dreimal erreicht (AS Monaco 1992, Paris Saint-Germain 1996 und 1997) und lediglich einmal, nämlich 1996, gewonnen.
Zeitlich lassen sich drei Phasen unterschiedlichen Erfolgs feststellen. Von 1961/62 bis 1978/79 überstand überhaupt nur in zwei Jahren der französische Vertreter das Achtelfinale, also die zweite Runde: Olympique Lyon erreichte 1968 das Viertel- und 1964 sogar das Halbfinale. Ein ähnlich häufiges frühes Aus hat sich erneut seit 1997/98 eingestellt; lediglich 2008/09 erreichte PSG das Viertelfinale.
Dazwischen allerdings lagen 18 deutlich erfolgreichere Jahre. Neben den hierüber genannten drei Endspielteilnahmen kamen französische Pokalsieger dreimal ins europäische Viertel- (Paris Saint-Germain 1983, HSC Montpellier 1991, AJ Auxerre 1995) und sechsmal sogar bis ins Halbfinale (FC Nantes 1980, Girondins Bordeaux 1985 und 1987, Olympique Marseille 1988, AS Monaco 1990, Paris Saint-Germain 1994). Die zeitliche Parallele zur Erfolgsverlaufskurve der französischen Nationalelf ist nicht zu verkennen.